# Gélose Sabouraud
Pour les articles homonymes, voir Sabouraud.

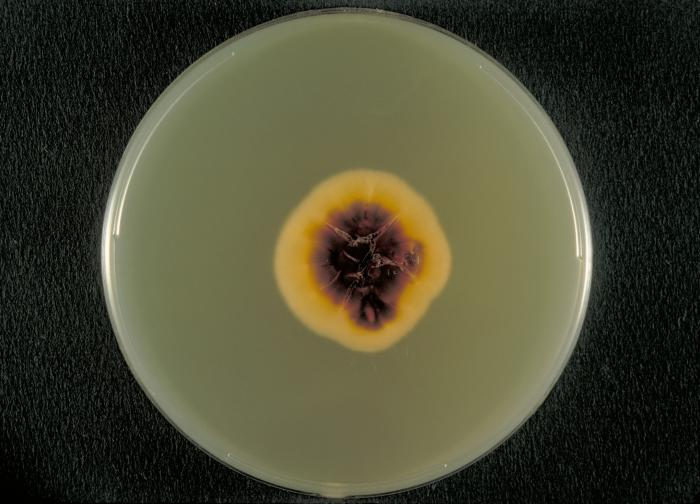
Une gélose de Sabouraud agar en boîte de Petri avec une colonie de Trichophyton rubrum var. rodhaini.

La gélose de Sabouraud (qui doit son nom à Raymond Sabouraud) est un milieu d'isolement des Fungi (moisissures et levures).
Il a été créé par, et est nommé d'après, Raymond Sabouraud en 1892. Plus tard ajusté par Chester W. Emmons lorsque le pH a été rapproché de la gamme neutre et la concentration de dextrose abaissée pour soutenir la croissance d'autres champignons. Le pH de 5,6 de la gélose sabouraud traditionnelle inhibe la croissance bactérienne.

## Composition
- Peptone.................... 10 g
- Glucose massé.............. 20 g
- Agar-agar.................. 15 g
- Eau distillée (qsp)........ 1 000 ml
- vitamines et facteurs de croissance
- pH = 6,0

## Caractéristiques
Naturellement acide, elle inhibe la croissance de nombreuses bactéries.

## Ensemencement
- Transférer l'échantillon à analyser sur le milieu.
- Étaler l'inoculum en surface à l'aide d'un étaleur en verre stérile.
- Incuber à 20 - 25 °C de 5 à 7 jours.Lecture finale à 21j.

## Variantes

### Gélose de Sabouraud au chloramphénicol, à la gentamicine, etc.
Additionné de chloramphénicol à 0,5 g/l ou de gentamicine à 0,04 g/l, la gélose de Sabouraud empêche la croissance des bactéries (et isole donc les Mycètes : levures, moisissures...)

### Gélose de Sabouraud au cycloheximide
L'addition d'actidione (cycloheximide) à la concentration de 0,5 g/l inhibe les Aspergillus, les levures du genre Cryptococcus, certaines levures du genre Candida. Les dermatophytes et la plupart des levures du genre Candida sont sélectionnés

### Gélose de Sabouraud au chlorure de triphényl-2,3,5-tétrazolium
L'addition de chlorure de triphényl 2-3-5-tétrazolium (TTC) (à 0,1 g/l) permet la différenciation des levures du genre Candida. En effet, le TTC peut être réduit par certaines levures en produits colorés.